# Lords of EverQuest
Lords of EverQuest est un jeu vidéo de stratégie en temps réel (STR) développé par Rapid Eye Entertainment et publié sur PC par Sony Online Entertainment le 1er décembre 2003. Le jeu prend place dans l’univers de fantasy du MMORPG EverQuest et relate les affrontements entre trois factions distinctes – l'Alliance Elddare, le Royaume des Ombres et la Confrérie de l'Aube – 10 000 ans avant les évènements du jeu original.

## Accueil
| Lords of EverQuest    |      |       |
| Média                 | Pays | Notes |
| Computer Gaming World | US   | 3/5   |
| GameSpot              | US   | 55 %  |
| Jeuxvideo.com         | FR   | 13/20 |
| Joystick              | FR   | 6/10  |